# Colymbetes strigatus
Colymbetes strigatus är en skalbaggsart som beskrevs av Leconte 1852. Colymbetes strigatus ingår i släktet Colymbetes och familjen dykare.

## Underarter
Arten delas in i följande underarter:
- C. s. strigatus
- C. s. crotchi